# Западно галаго
Западното галаго (Euoticus elegantulus) е вид бозайник от семейство Галагови (Galagidae).

## Разпространение и местообитание
Разпространен е в Габон, Екваториална Гвинея, Камерун, Конго и Централноафриканската република.